# Begraafplaats Wierhuizen
De Begraafplaats Wierhuizen nabij Pieterburen in de Nederlandse provincie Groningen dateert uit de 12e eeuw en is een rijksmonument.

## Beschrijving
De begraafplaats werd oorspronkelijk aangelegd in de 12e eeuw. Ze ligt zo'n kilometer westelijk van de bebouwde kom van Pieterburen op een wierde in de buurtschap Wierhuizen. Oorspronkelijk heeft op het zuidelijke deel van deze wierde ook een eenvoudig zaalkerkje gestaan, dat op de kaart van Johan Sems uit 1631 staat afgebeeld met een toren en op de kaart van Henricus Teysinga uit 1730 met een dakruiter. In 1570 werd de kerk getroffen door de Allerheiligenvloed. De pastoor kreeg in 1573 een miskelk terug die bij deze vloed was zoekgeraakt. In 1673 werd de kerk gecombineerd met Pieterburen. De kerk werd tijdens de Kerstvloed van 1717 verwoest en werd daarop enkele decennia later afgebroken. De klok, waarvan het gietjaar onbekend is, zou na de afbraak volgens de overlevering zijn opgehangen in de toren van de Petruskerk van Pieterburen.
Het oudste grafmonument op de begraafplaats dateert uit 1813. Niet alleen de begraafplaats is erkend als rijksmonument, maar ook het hek van de begraafplaats en het baarhuisje zijn sinds 1999 erkend als een zelfstandig rijksmonument mede vanwege de gaafheid van het geheel en de beeldbepalende ligging. Het baarhuisje heeft twee vensters in de noordgevel. De bij de aanwijzing tot rijksmonument ontbrekende deur in de oostgevel is weer aangebracht. De begraafplaats is in het bezit van de Stichting Oude Groninger Kerken. 

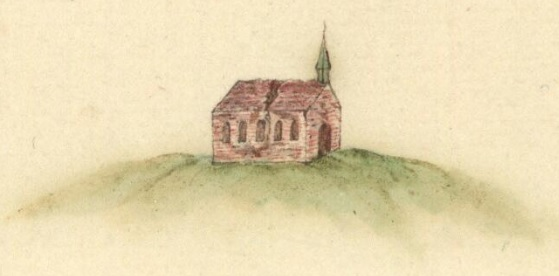
De zwaar vervallen kerk van Wierhuizen in 1730 op de kaart van Henricus Teijsinga
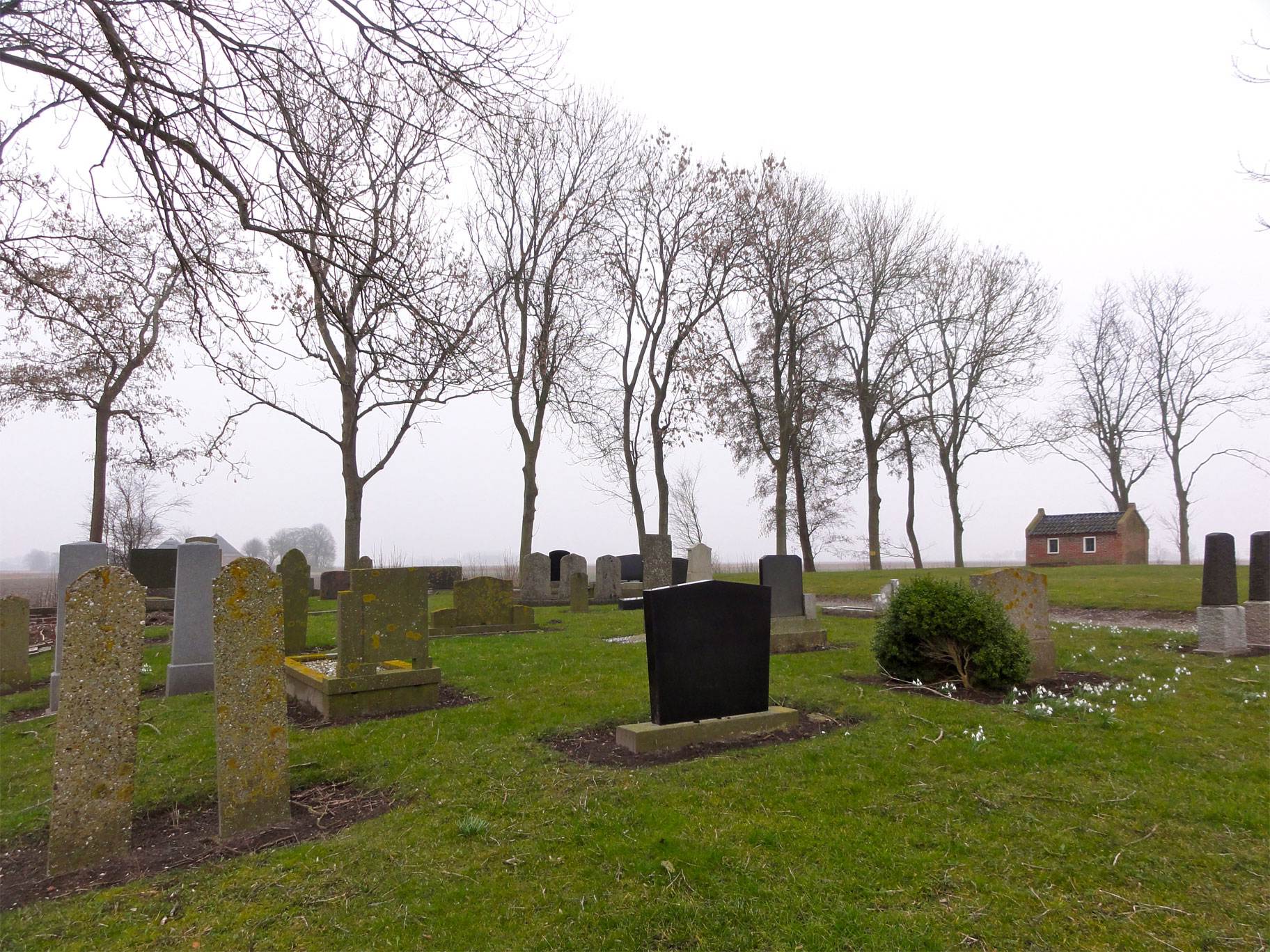
Begraafplaats Wierhuizen
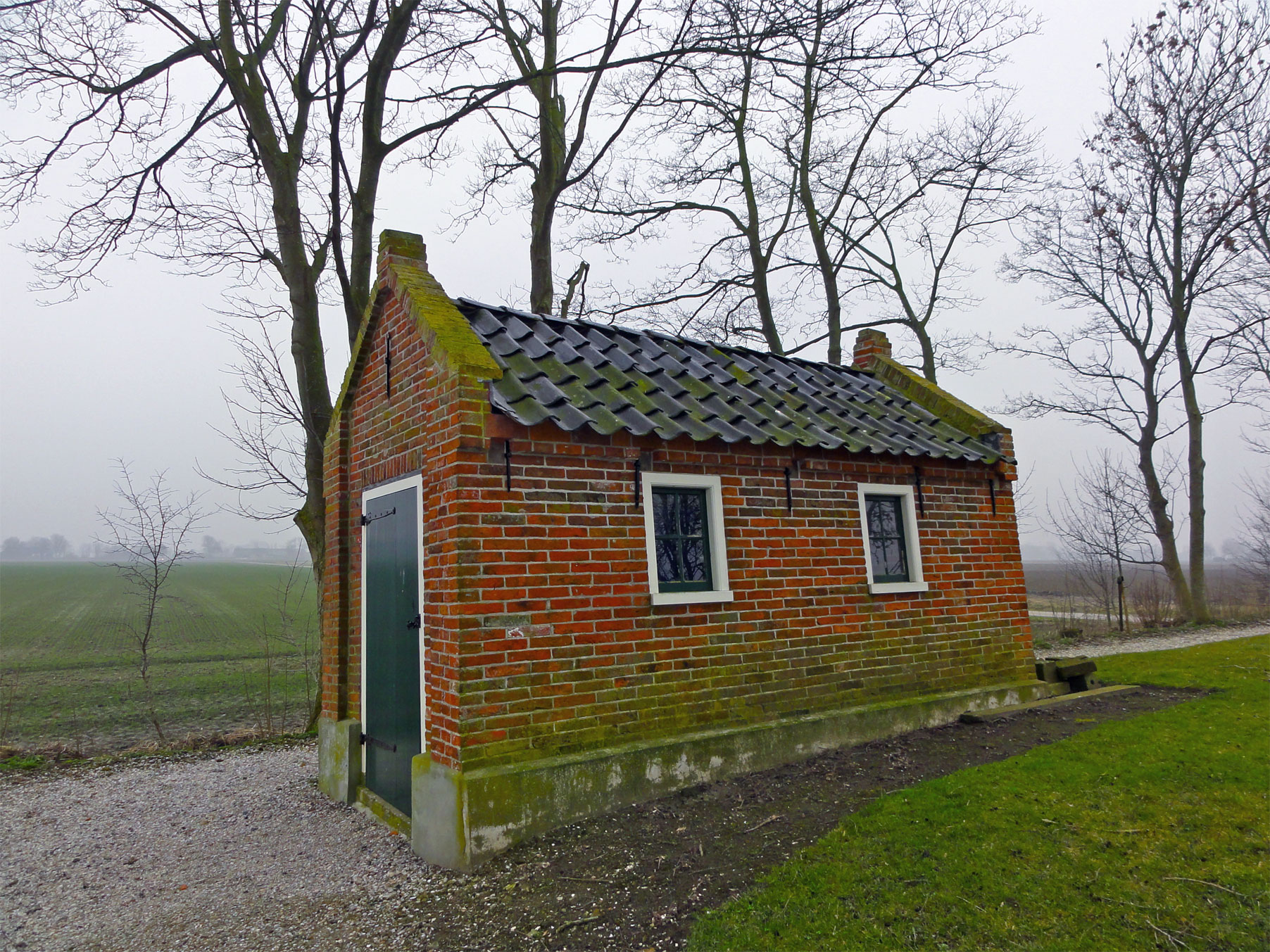
Baarhuisje van de begraafplaats Wierhuizen

## Britse oorlogsgraven
Op de begraafplaats liggen twee Britse gesneuvelde piloten uit de Tweede Wereldoorlog. 
- Oliver Godfrey, wing-commander bij de Royal Air Force. Hij sneuvelde op 23 juni 1942 en werd onderscheiden met het Distinguished Flying Cross (DFC).
- Ronald William Kennedy, piloot bij de Royal Air Force Volunteer Reserve. Hij sneuvelde op 6 maart 1944.

Hun graven staan bij de Commonwealth War Graves Commission geregistreerd onder Wierhuizen Protestant Cemetery.